# レガシー・レコーディングス
レガシー・レコーディングス（Legacy Recordings）はソニー・ミュージックエンタテインメント (米国)の子会社の一つ。レガシー・レコードとも。
1990年にCBSレコード（1991年にソニー・ミュージックに改名）により、コロムビア・レコードやエピック・レコード、その他関連レーベルの再発を主としたレーベルとして創設。
2004年にソニーがBMGと合併したことで、BMG系列のレーベル（RCAレコード、Jレコード、ウィンダム・ヒル、RCAビクター、アリスタ・レコード）も再発することとなる。ソニーBMGマスターワークスやソニーBMGナッシュヴィルも同様である。ジャズやブルース、ゴスペル、クラシカル、クラシック・ロック、ポップ、R&B、ソウルといった多彩なジャンルを取り扱っている。
2013年にはBlu-Spec CD2を用いたレガシー・レコーディングス・シリーズをスタートし、3月より第一期 ソニー・ロック名盤100選を発売。
日本でソニーが発売する際はオリジナルの後ろにあるロゴマークを消している。ただし帯には表記されている。